# Heróis de uma Nação – O maior time rubro negro de todos os tempos
Heróis de uma Nação – O maior time rubro negro de todos os tempos, mais conehcido simplesmente por Heróis de uma Nação é um documentário brasileiro sobre o time do Flamengo do início dos anos 1980, considerado maior de todos os tempos da agremiação. Produzido por Paulo Roscio e dirigido por Eduardo Leite e Marcelo Camargo, o filme foi lançado em 2007 pela Drei Marc, Business Television.
O filme foi exibido no Canal Brasil, na Mostra Cinema e Futebol, no dia 21 de junho de 2010.

## Ficha Técnica
- Direção e Argumento – Eduardo Leite e Marcelo Camargo
- Roteiro – José Carlos Asbeg
- Locução – Milton Gonçalves
- Produção executiva – Paulo Roscio
- Extras – O Mundial; O grupo; Histórias; Bônus; As campanhas.